# Birmenstorf
Birmenstorf es una comuna suiza situada en el cantón de Argovia. Tiene una población estimada, a fines de 2021, de 2955 habitantes.
Forma parte del distrito de Baden.
Limita al norte con la comuna de Gebenstorf, al este con Baden, al sureste con Fislisbach, al sur con Wohlenschwil, al suroeste con Birrhard, y al oeste con Mülligen y Windisch.
Birmenstorf está asentada en el valle del río Reuss, cerca de la confluencia de este río con el Aar, y a cuatro kilómetros de la capital del distrito, Baden.